# Constantí Nicè
Constantí Nicè (en llatí: Constantinus Nicaeus) fou un jurista romà d'Orient provinent de Nicea, d'època incerta però posterior a Gàrides, que va florir al segle xi, car l'esmenta a la seva obra.
Va fer comentaris als llibres de la Basilica i a les Novellae de Justinià I.